# Куликов, Андрей Викторович
Андре́й Ви́кторович Кулико́в (укр. Андрі́й Ві́кторович Кулико́в; род. 27 сентября 1957, Киев, УССР, СССР) — украинский журналист, редактор, теле- и радиоведущий, актёр, медиа-эксперт и медиа-тренер, советский пропагандист.

## Образование
Окончил факультет международных отношений и международного права Киевского государственного университета имени Тараса Шевченко по специальности «специалист по международным отношениям; референт-переводчик английского языка».

## Журналистская деятельность
- 1979—1992 гг — Корреспондент завотделом, заместитель главного редактора пропагандистской англоязычной газеты УССР на заграницу «News from Ukraine» (Киев).
- 1992—1995 гг — продюсер, старший продюсер Украинской службы ВВС (Лондон).
- 1996 г. — и. о. главного редактора, заместитель главного редактора новостей телеканала ММЦ-«Интерньюс».
- 1997—1998 гг — Выпускающий редактор, заместитель директора Телевизионной службы новостей телеканала «Студия» 1+1 ", куда попал по приглашению Александра Ткаченко.
- 1998—1999 гг — Шеф-редактор «Нового канала», а также ведущий прямых эфиров, в частности, проекта «Студия».[1]
- 2000 г. — автор-ведущий программы «Ночная драматургия» (СТБ).
- 2000—2007 гг — продюсер радио Украинской службы Би-Би-Си (Лондон). В этот период с 2005 по 2007 гг также был медиа-экспертом совместного проекта Европейского Союза — TACIS — BBC World Service Trust «ЖЕРНОВА» под названием «Журналистское образование: Развитие навыков».

С августа 2007 года по приглашению экс-коллеги по Новому каналу телепродюсера Михаила Павлова стал ведущим политического ток-шоу «Свобода слова» на телеканале ICTV после ухода Савика Шустера.
В сезоне 2011—2012 годов «Свобода слова» и её ведущий А. Куликов победили в номинации — лучшее политическое ток-шоу 12-й национальной телевизионной премии «Телетриумф». Обратив внимание, что награды вручали люди, одетые в одноцветные костюмы, Куликов сказал:

«Здесь на сцене есть люди, окрашены в синем, красном и зелёном. Куда-то исчез оранжевый цвет, нет малинового. Даже если для всех нас есть предостережения, мы не должны допускать, чтобы у нас исчезали цвета. Мы не должны допустить, чтобы с нашего телевидения исчезали языка, мы не должны допустить, чтобы из нашего сообщества исчезали коллеги. В нашей программе работают люди разных цветов, я имею в виду, люди разных политических убеждений, и может поэтому она выходит такой, как она есть».

Но речь Андрея Куликова по трансляции телевизионной версии награждения вырезали.

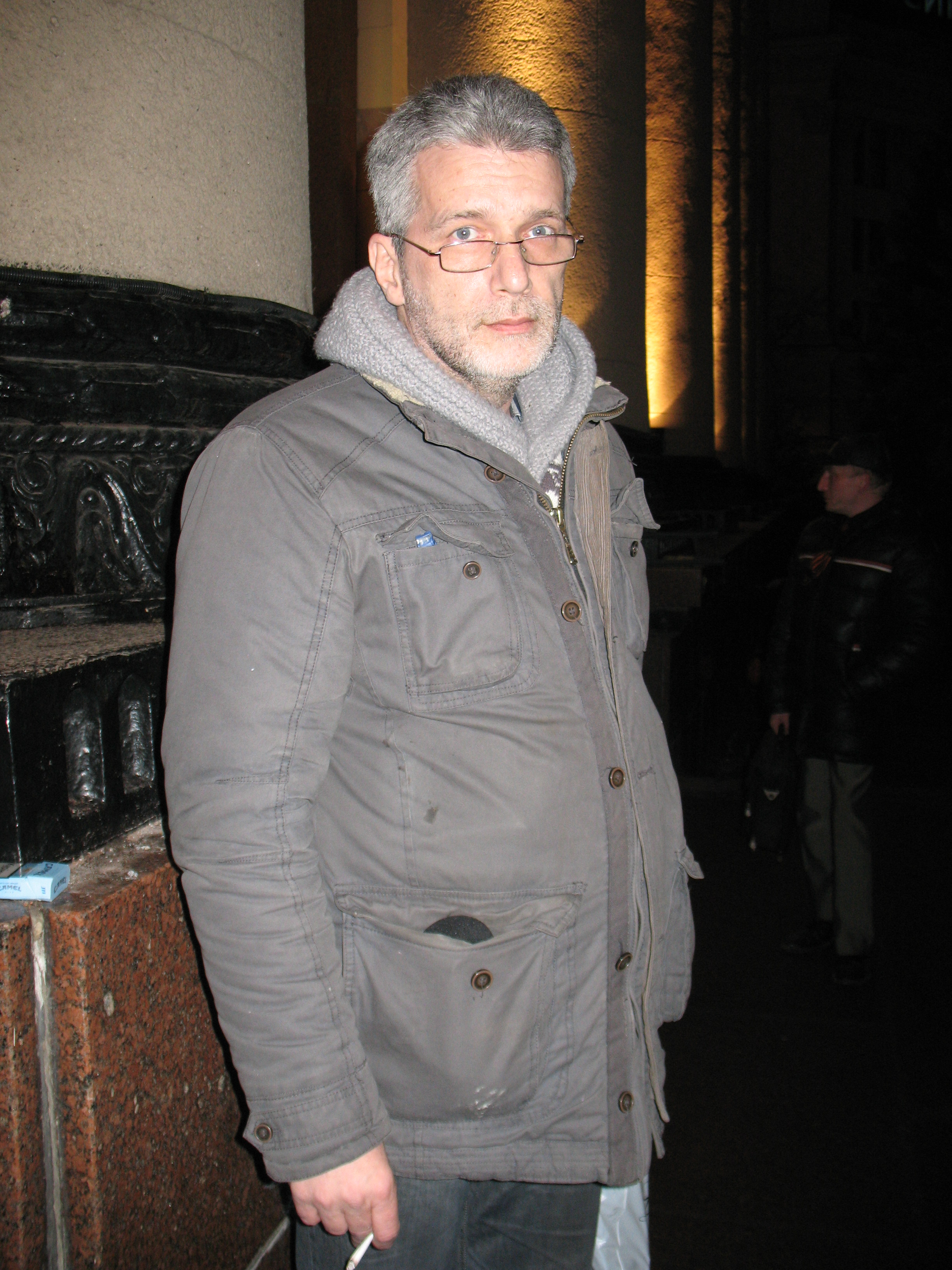
Куликов в Харьковской обладминистрации в 2014 году, после стычек противников и сторонников Майдана

В 2013 году выступил соучредителем онлайн-проекта Громадське радіо, с 2015 года возглавляет его правление.
В «Свободе слова» Андрей Куликов проработал до мая 2016 года. После этого он сконцентрировался на руководстве Громадське радіо в качестве главного редактора и совместной работе с Громадське телебачення.
2 декабря 2016 года на заседании общего собрания Всеукраинской общественной организации «Комиссия по журналистской этике» Андрей Куликов избран на должность председателя.
19 апреля 2019 года был сомодератором на дебатах кандидатов в президенты Украины Петра Порошенко и Владимира Зеленского.

## Другие занятия
Наряду с журналистикой в сферу профессиональных интересов Куликова входит переводческая деятельность — синхронный, последовательный, письменный и литературный перевод (украинский — русский — английский).
Радиоведущий (передача «Громадська хвиля», «Киев-Донбас» и «Ранкова Хвиля» на «Громадському радіо», программа «Пора року» на радио «Эра» и «Громадському радіо»).
В 2018 году Андрей Куликов сыграл роль президента Украины Тараса Войтенко в художественном фильме «2020. Безлюдная страна» (реж. Корней Грицюк, 2018).

## Семья
Жена — Антонина, дочь Яна. Есть дочь от первого брака. От неё три внука 2003, 2006, 2011 года рождения.